# Kabinett Orbán II

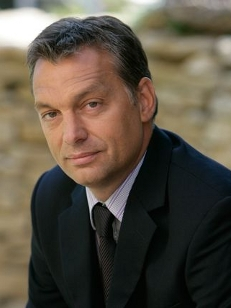
Viktor Orbán, 2010

Das Kabinett Orbán II war die vom 29. Mai 2010 bis zum 6. Juni 2014 amtierende Regierung Ungarns unter Viktor Orbán. Sie ging aus den ungarischen Parlamentswahlen vom 11. April 2010 hervor, bei der die konservative Partei Fidesz zusammen mit ihrem deutlich kleineren Bündnispartner, der christdemokratischen KDNP, eine Zweidrittelmehrheit erzielte.
Die Mitglieder des Kabinetts Orbán II übernehmen auch während der ungarischen EU-Ratspräsidentschaft im ersten Halbjahr 2011 den Vorsitz in den verschiedenen Formationen des Rats der Europäischen Union.
Ihr folgte das Kabinett Orbán III nach.

## Minister
| Amt                                                 | Name                                                                                                | Partei                     |
| --------------------------------------------------- | --------------------------------------------------------------------------------------------------- | -------------------------- |
| Ministerpräsident                                   | Viktor Orbán                                                                                        | Fidesz                     |
| 1. Stellvertretender Ministerpräsident              | Tibor Navracsics                                                                                    | Fidesz                     |
| 2. Stellvertretender Ministerpräsident              | Zsolt Semjén                                                                                        | KDNP                       |
| Leiter der Staatskanzlei                            | Mihály Varga bis 19. Mai 2012 János Lázár ab 19. Mai 2012                                           | Fidesz                     |
| Außenminister                                       | János Martonyi                                                                                      | Fidesz                     |
| Innenminister                                       | Sándor Pintér                                                                                       | Fidesz                     |
| Verteidigungsminister                               | Csaba Hende                                                                                         | Fidesz                     |
| Minister für Wirtschaft und Finanzen                | György Matolcsy bis 3. März 2013 Mihály Varga ab 7. März 2013                                       | Fidesz                     |
| Minister für öffentliche Verwaltung und Justiz      | Tibor Navracsics                                                                                    | Fidesz                     |
| Minister für Infrastruktur                          | Tamás Fellegi bis 14. Dez. 2011 Tibor Navracsics geschäftsführend Zsuzsanna Németh ab 23. Dez. 2011 | parteilos Fidesz parteilos |
| Minister für Regionalentwicklung und Landwirtschaft | Sándor Fazekas                                                                                      | Fidesz                     |
| Minister für Soziales, Kultur und Bildung           | Miklós Réthelyi bis 13. Mai 2012 Zoltán Balog ab 14. Mai 2012                                       | parteilos Fidesz           |
| Minister ohne Geschäftsbereich ab 15. Dez. 2011     | Tamás Fellegi bis 19. Mai 2012 Mihály Varga ab 2. Juni 2012 bis 6. März 2013                        | parteilos Fidesz           |

## Kontroversen
Die Innenpolitik Orbáns steht spätestens seit der Übernahme der Europäischen Ratspräsidentschaft im Januar 2011 unter kritischer Beobachtung durch das Ausland. Das Ende 2010 verabschiedete Mediengesetz, das der neu eingerichteten Medienbehörde Nemzeti Média- és Hírközlési Hatóság umfassende Kompetenzen zur Kontrolle der in Ungarn verfügbaren Medien erteilte, bildete dabei nur den vorläufigen Höhepunkt einer Entwicklung, die in Bezug auf Grundwerte der Demokratie in Ungarn höchst kontrovers diskutiert wurden. Die Reaktionen aus Brüssel waren entsprechend kritisch. Am 21. Januar 2011 forderte die Europäische Kommission die ungarische Regierung zu verschiedenen Änderungen auf. Anfang Februar legte diese daraufhin eine neue Fassung des Mediengesetzes vor, die von der Kommission als europarechtskonform akzeptiert wurde. Auch die im April 2011 erlassene neue ungarische Verfassung stieß in mehreren EU-Staaten auf Kritik. Unter anderem stellte das deutsche Außenministerium in Frage, ob sie mit den EU-Grundrechten vereinbar sei. Das ungarische Verfassungsgericht stufte daraufhin eine Vielzahl der kontrovers diskutierten Gesetze, die mittels Zwei-Drittel-Mehrheit im Parlament verabschiedet wurden, als verfassungswidrig ein, so z. B. das Mediengesetz oder die Wahlrechtsreform. 
Mit der jüngsten Verfassungsänderung vom März 2013 beschnitt die Regierung die Prüfungskompetenz des Verfassungsgerichtes. Dem Obersten Gericht ist es nun nur noch erlaubt, Gesetze formal zu prüfen, nicht aber inhaltlich. Außerdem dürfe es sich bei seiner Rechtsprechung nicht auf Urteile beziehen, die vor Verabschiedung der neuen Verfassung von 2012 gesprochen wurden. Diese Regelung wird es dem höchsten ungarischen Gericht nach Ansicht von Experten erschweren, menschenrechtswidrige Gesetze zu kippen. Es verliert dadurch seine Rolle als Kontrollinstanz, als „Hüter der Verfassung“. Die Änderungen zogen internationale Aufmerksamkeit auf sich. Die De-facto-Entmachtung der Judikative widerspricht dem Prinzip der Gewaltenteilung, einem Grundprinzip der Rechtsstaatlichkeit. Die EU prüft daher nun, ob Ungarn mit diesen Verfassungsänderungen gegen geltendes EU-Recht verstößt.